# جایزه بزرگ هلند ۱۹۶۴
جایزه بزرگ هلند ۱۹۶۴ (انگلیسی: ‎1964 Dutch Grand Prix‎) یک مسابقهٔ موتوری در رشتهٔ اتومبیل‌رانی فرمول یک بود که در تاریخ ۲۴ مهٔ ۱۹۶۴ در پیست زاندفورت واقع در زاندفورت، هلند برگزار شد. این گراند پری در میان ۱۰ گراند پری در فصل ۱۹۶۴، مسابقهٔ شمارهٔ ۲ بود.
در این مسابقه که در ۸۰ دور و به مسافت ۳۳۵٫۴۴۰ کیلومتر (۲۰۸٫۴۳۳ مایل) برگزار شد، پول پوزیشن توسط دن گرنی کسب شد و سریع‌ترین زمان برای طی یک دور پیست که برابر با ۱:۳۲٫۸ بود نیز توسط جیم کلارک به ثبت رسید.
جیم کلارک از تیم لوتوس-کلیمکس، جان سرتیز از تیم فراری و پیتر آروندل از تیم لوتوس-کلیمکس به‌ترتیب مقام‌های اول تا سوم مسابقه را کسب کردند.

## رده‌بندی قهرمانی پس از مسابقه
|       | جایگاه | راننده      | امتیاز |
| ----- | ------ | ----------- | ------ |
|       | ۱      | گراهام هیل  | ۱۲     |
| ۲     | ۲      | جیم کلارک   | ۱۲     |
|       | ۳      | پیتر آروندل | ۸      |
| ۲     | ۴      | ریچی گینتر  | ۶      |
| ۶     | ۵      | جان سرتیز   | ۶      |
| منبع: |        |             |        |

|       | جایگاه | سازنده       | امتیاز |
| ----- | ------ | ------------ | ------ |
| ۱     | ۱      | لوتوس-کلیمکس | ۱۳     |
| ۱     | ۲      | بی‌آرام       | ۱۲     |
| ۳     | ۳      | فراری        | ۶      |
|       | ۴      | لوتوس-بی‌آرام | ۳      |
| ۲     | ۵      | کوپر-کلیمکس  | ۲      |
| منبع: |        |              |        |

یادداشت
- تنها پنج جایگاه نخست از هر رده‌بندی نمایش داده شده‌است.